# パチスロ北斗の拳 強敵
『パチスロ北斗の拳 強敵』（パチスロほくとのけん とも）は、サミーが2015年9月に発売した5号機のパチスロ。

## 概要
漫画・アニメ作品『北斗の拳』とのタイアップ機で、2013年発売の『パチスロ北斗の拳 転生の章』以来2年ぶりの新作となる。パチスロとしては6世代目にあたるが、前作の「転生の章」がスピンオフ的な位置付けの作品だったため、実質的には『パチスロ北斗の拳 世紀末救世主伝説』以来の正統な後継機にあたる。
演出は基本的に『初代北斗の拳』（以下「初代」と表記）を再現。2014年9月の型式試験変更に伴い、旧規則でのAT機が開発出来なくなったことから、本作では高ベースAT機として開発された。これにより、シリーズ伝統の通常時「中押し」が復活。シリーズでお馴染みの「北斗カウンター」やシリーズ伝統の定番演出も復活するなど、初代のリメイクに近い内容となっている。

## システム
通常時
高ベースAT機となったことで、変則押しによるペナルティは発生しない。通常時は「中押し」をしながらゲームを進める。強レア役を引くことで北斗カウンターが発動し、カウンターが0になる前に演出発生で前兆へ移行する。前兆にてAT当選を抽選する。
AT
本作のATは新たに差枚数管理型を採用。残り枚数が0になると継続バトルが発生し、バトルに勝利すると残り枚数がストックされる。また、AT中に発生するバトルに勝利すると、更に残り枚数が追加される。尚、本作ではAT当選時に逆回転で赤7が揃う。また、ナビ押しをミスするとATが強制終了するので注意が必要。